# Списак ликова серије Еуфорија

Еуфорија (енгл. Euphoria) америчка је тинејџерско-драмска телевизијска серија, аутора Сема Левинсона. Фокусира на групу нефункционалних средњошколаца у средњој школи Ист Хајланд. Премијера серије била је 16. јуна 2019. на HBO-у.

## Хронологија глумаца
Кључни
  Главне улоге (потписани)
  Споредне улоге (3 или више епизода)
  Гостујуће улоге (1—2. епизоде)
| Глумац             | Улога            | Сезона          | Сезона          |
| Глумац             | Улога            | 1.              | 2.              |
| Главне улоге       | Главне улоге     | Главне улоге    | Главне улоге    |
| ------------------ | ---------------- | --------------- | --------------- |
| Зендеја            | Ру Бенет         | Главна          | Главна          |
| Мод Апатоу         | Лекси Хауард     | Главна          | Главна          |
| Ангус Клауд        | Феско            | Главна          | Главна          |
| Ерик Дејн          | Кал Џејкобс      | Главна          | Главна          |
| Алекса Деми        | Меди Перез       | Главна          | Главна          |
| Џејкоб Елорди      | Нејт Џејкобс     | Главна          | Главна          |
| Барби Фереира      | Кет Ернандез     | Главна          | Главна          |
| Ника Кинг          | Лесли Бенет      | Главна          | Главна          |
| Сторм Рид          | Џија Бенет       | Главна          | Главна          |
| Хантер Шафер       | Џулс Вон         | Главна          | Главна          |
| Алџи Смит          | Крис Макај       | Главна          | Главна          |
| Сидни Свини        | Кеси Хауард      | Главна          | Главна          |
| Колман Домиго      | Али Мухамед      | Споредна        | Споредна        |
| Џевон Волтон       | Ештреј           | Споредна        | Главна          |
| Остин Абрамс       | Итан Дејли       | Споредна        | Главна          |
| Доминик Фајк       | Елиот            |                 | Главна          |
| Споредне улоге     |                  |                 |                 |
| Алана Убак         | Суз Хауард       | Споредна        | Споредна        |
| Лукас Гејџ         | Тајлер Кларксон  | Споредна        | Не појављује се |
| Џон Алес           | Дејвид Вон       | Споредна        | Гостујућа       |
| Кин Џонсон         | Данијел Димарко  | Споредна        | Не појављује се |
| Пола Маршал        | Марша Џејкобс    | Споредна        | Споредна        |
| Зак Штајнер        | Арон Џејкобс     | Споредна        | Споредна        |
| Мерседес Колон     | Кетина мама      | Споредна        | Не појављује се |
| Тајлер Чејс        | Кастер           | Споредна        | Споредна        |
| Тајлер Тимонс      | Трој Макај       | Споредна        | Не појављује се |
| Тристан Тимонс     | Рој Макај        | Споредна        | Не појављује се |
| Софија Роуз Вилсон | Барбара „” Брукс | Споредна        | Споредна        |
| Брус Векслер       | Роберт Бенет     | Споредна        | Гостујућа       |
| Мико               | Маус             | Споредна        | Гостујућа       |
| Марша Гемблс       | гђица Марша      | Споредна        | Гостујућа       |
| Ник Блад           | Гас Хауард       | Гостујућа       | Споредна        |
| Марта Кели         | Лори             | Не појављује се | Споредна        |
| Минка Кели         | Саманта          | Не појављује се | Споредна        |
| Клои Чери          | Феј              | Не појављује се | Споредна        |
| Мелвин „” Естиз    | Брус             | Не појављује се | Споредна        |
| Јукон Клемент      | Тео              | Не појављује се | Споредна        |
| Фернандо Бело      | Себастијан       | Не појављује се | Споредна        |
| Вероника Тејлор    | Боби             | Не појављује се | Споредна        |
| Ансел Пирс         | Кејлеб           | Не појављује се | Споредна        |

1. ↑  Смит наступа само у једној епизоди друге сезоне, иако је потписан као део главне глумачке екипе.
2. ↑  Домиго је потписан као главна улога у специјалној епизоди, „Trouble Don't Last Always”.